# Moj dobryj papa
Moj dobryj papa (Мой добрый папа) è un film del 1970 diretto da Igor' Vladimirovič Usov.